# 仮想水
仮想水（かそうすい）またはバーチャルウォーター（英: Virtual water）とは、農産物・畜産物の生産に要した水の量を、農産物・畜産物の輸出入に伴って売買されていると捉えたものである（工業製品についても論じられるが、少量である）。
世界的に水不足が深刻な問題となる中で、潜在的な問題をはらんでいるものとして仮想水の移動の不均衡が指摘されるようになってきた。

## 概要
| 工業製品名           | 水量     |
| -------------------- | -------- |
| パルプ・紙・紙加工品 | 45.3トン |
| 繊維工業             | 24.8トン |
| 化学工業             | 14.4トン |
| 鉄鋼業               | 11.8トン |
| 食料品・たばこ・飼料 | 4.3トン  |
| 機械器具             | 0.9トン  |
| 平均                 | 4.7トン  |

| 農産物名     | 水量     |
| ------------ | -------- |
| 米           | 3.6トン  |
| 大麦         | 2.6トン  |
| 小麦         | 2.0トン  |
| トウモロコシ | 1.9トン  |
| 大豆         | 2.5トン  |
| 牛肉         | 20.6トン |
| 豚肉         | 5.9トン  |
| 鶏肉         | 4.5トン  |
| 卵           | 3.2トン  |

仮想水は、乾燥地帯に位置する中東の産油国諸国で水利権を巡る紛争が起きない理由に関する考察から提唱された。これは、石油の輸出で得られる外貨で食料を輸入することで、その生産に投入された水をも間接的に購入したものと解釈できるからである。水自体の輸送は多大なコストを要するため現実的ではないものの、その最終産物を輸入することで同様なことが現実的なコストで実現できているという効果である。この理論を打ち出したのがロンドン大学のアンソニー・アラン（Anthony Allan）である。
東京大学の沖大幹はこれに対し、同じ産品を輸入国側で生産したときに必要となる水の量を間接水（かんせつすい）、輸出国側で実際に投入された水の量を直接水（ちょくせつすい）と呼んで区別した。これらは、特に農産物の場合気候等の条件によって水の所要量は異なるため、一致するとは限らない。全体として直接水の方が少なく、結果として貿易は世界的な水の使用量を節約している形になっている。
世界の水の使用量の内訳は、工業に2割、生活に1割、残り7割は農業であり、農産物を生産するのに必要な水が多い。

## 仮想水の算出
農畜産物1kgあたりの仮想水の量は、灌漑法や、製造工程での廃棄率によって変わるため、正確な算出は難しく、試算によって大きく違うこともある。
農作物の仮想水は、主に灌漑で使った水である。天水（雨水）は、同じ量を使っても水資源としてはほとんど消費しておらず仮想水に対する影響はほとんどないため、降雨の豊富な地方で生産すれば仮想水は少なくなる。概して、水田で灌漑する米は1kgあたり仮想水が多い。C4植物であるトウモロコシは仮想水が少ない。
畜産物はとりわけ、使用する飼料により仮想水の量が大きく変わる。穀物飼料を用いる場合は、非常に多くなる。牛肉は、ウシの成育期間が長いこと、飼料に穀物を多く使うことから、1kgあたり仮想水が多い。
牛丼1杯に水が風呂桶10杯分の2トンほど必要になると形容される。あるいは、安価なジーンズを1本作るのに最大1万1000リットルの水が使われ、1ドル未満のハンバーガーに2400リットル以上の水が必要だというイギリスの非営利団体ウオーターワイズによる試算もある。
工業製品に使う水は、農畜産物に比べれば少量だが、無視できるほどではない。

## 日本の問題
| 国名                        | 水量      |
| --------------------------- | --------- |
| アメリカ                    | 389億トン |
| オーストラリア              | 89億トン  |
| カナダ                      | 49億トン  |
| ブラジルおよび アルゼンチン | 25億トン  |
| 中国                        | 22億トン  |
| デンマーク                  | 14億トン  |
| タイ                        | 13億トン  |
| 南アフリカ                  | 3億トン   |
| その他                      | 36億トン  |

| 製品         | 割合  |
| ------------ | ----- |
| 牛肉         | 45.3% |
| 小麦         | 18.6% |
| 大豆         | 16.0% |
| とうもろこし | 12.4% |
| 豚肉         | 4.3%  |
| その他       | 3.4%  |

日本は食料自給率が低く、世界最大の農産物輸入国である。このため、食料輸入という形で大量の仮想水を輸入している。日本国内で消費する水が570億立方メートルあるのに対して、国外の農産物関連は640億立方メートルを消費しており、国外の水消費が上回っている。日本は木材も大量に輸入しており、木材の生産で消費する水は471億立方メートルに達している。日本が輸入する仮想水のうち6.8%は、枯渇が懸念される地下水であり、仮想水の最大輸入国のアメリカの地下水が多い。
食料輸出の形で仮想水を輸出する側の国は、必ずしも水資源に余裕があるとは限らない。工業化の遅れた国では主要な産業は第一次産業となり、必ずしも豊富とは言えない水資源の元で生産された農産物を外貨獲得のため輸出せざるを得ない状況となっているケースが見られる。これは、人口増加とともに深刻化する水問題のなかで、豊かな国へ仮想水が集中する方向に作用する。そして、日本は大量の仮想水を輸入しており、その量は年間で数百億から千数百億トンと見積もられている。日本で使用される工業用水は年間130億トン程度であり、工業品輸出はこれを相殺するに至っていない。
環境省のサイトでは、仮想水の計算ソフトが公開されている（#外部リンク参照）。